# Filip Twardzik
Filip Twardzik (Třinec, 10 febbraio 1993) è un calciatore ceco, difensore dello Spartak Trnava.

## Biografia
Pur essendo nato in Repubblica Ceca, ha trascorso gran parte della sua infanzia in Germania in quanto il padre era anch'esso un calciatore professionista (portiere per la precisione) militante nel Sachsen Leipzig.
Ha un fratello gemello di nome Patrik con cui ha svolto le giovanili nel Celtic e uno maggiore, Dan, anch'esso portiere come il padre.

## Caratteristiche tecniche
Trequartista mancino, in grado - grazie alla propria versatilità - di fornire più soluzioni al proprio allenatore. Infatti, nonostante trovi la sua collocazione ideale alle dietro le punte, in caso di necessità può adattarsi a esterno di centrocampo o terzino. Tra le sue doti spiccano visione di gioco e precisione nei passaggi.
Il suo contributo risulta prezioso anche in fase di non possesso. La sua carriera è stata spesso costellata da numerosi infortuni.

## Carriera

### Club
Muove i suoi primi passi in Germania tra Sachsen Leipzig e Hertha Berlino insieme al fratello Patrik. Il 1º febbraio 2009 i due vengono tesserati dal Celtic, in Scozia. Il calciatore si lega al sodalizio scozzese per mezzo di un contratto valido fino al 30 giugno 2011.
Esordisce tra i professionisti l'8 gennaio 2012 in Peterhead-Celtic (0-3), partita valida per il quarto turno della Coppa di Scozia, subentrando al 70' al posto di Samaras. Il 7 aprile esordisce in campionato contro il Kilmarnock sostituendo Scott Brown a inizio ripresa. Il 25 settembre 2012 rinnova il proprio contratto fino al 2015. A causa di persistenti problemi fisici non riesce ad affermarsi in prima squadra.
Il 2 febbraio 2015 viene prelevato dal Bolton in Championship, firmando un contratto valido per due stagioni e mezzo. Esordisce con la squadra inglese il 7 febbraio contro il Derby County (partita persa 4-1), subentrando nell'intervallo al posto di David Wheater e segnando una rete che si rivelerà ininfluente ai fini del risultato.
Il 12 gennaio 2022 viene ceduto al LASK. Dopo aver giocato soltanto cinque gare nella prima stagione con i bianconeri, nella seconda non trova completamente spazio, motivo per cui nel gennaio 2023 viene ceduto a titolo temporaneo allo Spartak Trnava.

### Nazionale
Ha disputato vari incontri con le selezioni giovanili. Nel 2010 ha preso parte agli Europei Under-17 svolti in Liechtenstein.

## Statistiche

### Presenze e reti nei club
Statistiche aggiornate al 14 gennaio 2022.
| Stagione              | Squadra               | Campionato            | Campionato | Campionato | Coppe nazionali | Coppe nazionali | Coppe nazionali | Coppe continentali | Coppe continentali | Coppe continentali | Altre coppe | Altre coppe | Altre coppe | Totale | Totale |
| Stagione              | Squadra               | Comp                  | Pres       | Reti       | Comp            | Pres            | Reti            | Comp               | Pres               | Reti               | Comp        | Pres        | Reti        | Pres   | Reti   |
| --------------------- | --------------------- | --------------------- | ---------- | ---------- | --------------- | --------------- | --------------- | ------------------ | ------------------ | ------------------ | ----------- | ----------- | ----------- | ------ | ------ |
| 2011-2012             | Celtic                | SPL                   | 1          | 0          | CS+CdL          | 2+0             | 0               | UEL                | 0                  | 0                  |             | -           | -           | 3      | 0      |
| 2012-2013             | Celtic                | SPL                   | 2          | 0          | CS+CdL          | 0               | 0               | UCL                | 0                  | 0                  |             | -           | -           | 2      | 0      |
| 2013-2014             | Celtic                | SP                    | 1          | 0          | CS+CdL          | 0               | 0               | UCL                | 0                  | 0                  |             | -           | -           | 1      | 0      |
| 2014-feb. 2015        | Celtic                | SP                    | 1          | 0          | CS+CdL          | 0               | 0               | UCL+UEL            | 0                  | 0                  |             | -           | -           | 1      | 0      |
| Totale Celtic         | Totale Celtic         | Totale Celtic         | 5          | 0          |                 | 2               | 0               |                    | 0                  | 0                  |             | -           | -           | 7      | 0      |
| feb.-giu. 2015        | Bolton                | FLC                   | 3          | 1          | FACup+CdL       | 0               | 0               |                    | -                  | -                  |             | -           | -           | 3      | 1      |
| 2015-2016             | Bolton                | FLC                   | 2          | 0          | FACup+CdL       | 0               | 0               |                    | -                  | -                  |             | -           | -           | 2      | 0      |
| Totale Bolton         | Totale Bolton         | Totale Bolton         | 5          | 1          |                 | 0               | 0               |                    | -                  | -                  |             | -           | -           | 5      | 1      |
| 2017-2018             | Vítkovice             | 2L                    | 26         | 6          | CRC             | 0               | 0               |                    | -                  | -                  |             | -           | -           | 26     | 6      |
| 2018-2019             | Ružomberok            | SL                    | 19         | 1          | CS              | 3               | 0               |                    | -                  | -                  |             | -           | -           | 22     | 1      |
| 2019-2020             | Ružomberok            | SL                    | 23         | 7          | CS              | 6               | 1               | UEL                | 1                  | 0                  |             | -           | -           | 30     | 8      |
| Totale Ružomberok     | Totale Ružomberok     | Totale Ružomberok     | 42         | 8          |                 | 9               | 1               |                    | 1                  | 0                  |             | -           | -           | 52     | 9      |
| 2020-gen. 2021        | Karviná               | 1L                    | 11         | 0          | CRC             | 1               | 0               |                    | -                  | -                  |             | -           | -           | 12     | 0      |
| gen.-giu. 2021        | Spartak Trnava        | SL                    | 13         | 1          | CS              | 1               | 0               |                    | -                  | -                  |             | -           | -           | 14     | 1      |
| 2021-gen. 2022        | Spartak Trnava        | SL                    | 14         | 3          | CS              | 1               | 0               | UECL               | 5                  | 2                  |             | -           | -           | 20     | 5      |
| gen.-giu. 2022        | LASK                  | BL                    | 5          | 0          | CA              | 1               | 0               | UECL               | 1                  | 0                  |             | -           | -           | 7      | 0      |
| 2022-gen. 2023        | LASK                  | BL                    | 0          | 0          | CA              | 0               | 0               |                    | -                  | -                  |             | -           | -           | 0      | 0      |
| 2022-gen. 2023        | LASK Amateure OÖ      | RL                    | 2          | 0          |                 | -               | -               |                    | -                  | -                  |             | -           | -           | 2      | 0      |
| gen.-giu. 2023        | Spartak Trnava        | SL                    | 0          | 0          | CS              | 0               | 0               |                    | -                  | -                  |             | -           | -           | 0      | 0      |
| Totale Spartak Trnava | Totale Spartak Trnava | Totale Spartak Trnava | 27         | 4          |                 | 2               | 0               |                    | 5                  | 2                  |             | -           | -           | 34     | 6      |
| Totale carriera       | Totale carriera       | Totale carriera       | 123        | 19         |                 | 15              | 1               |                    | 7                  | 2                  |             | -           | -           | 145    | 22     |

## Palmarès

### Club

#### Competizioni nazionali
- Campionato scozzese: 3

Celtic: 2011-2012, 2012-2013, 2013-2014
- Coppa di Scozia: 1

Celtic: 2012-2013
- Coppa di Slovacchia: 2

Spartak Trnava: 2022-2023, 2024-2025